# Arroyo Santa María, Veracruz
Arroyo Santa María är en ort i Mexiko.   Den ligger i kommunen Santiago Sochiapan och delstaten Veracruz, i den sydöstra delen av landet, 400 km sydost om huvudstaden Mexico City. Arroyo Santa María ligger 101 meter över havet och antalet invånare är 126.
Terrängen runt Arroyo Santa María är platt. Runt Arroyo Santa María är det ganska glesbefolkat, med 24 invånare per kvadratkilometer. Närmaste större samhälle är Abasolo del Valle, 14,5 km nordost om Arroyo Santa María. Omgivningarna runt Arroyo Santa María är en mosaik av jordbruksmark och naturlig växtlighet.